# Eduardo Vasirani
Eduardo Vasirani (La Plata, Provincia de Buenos Aires, Argentina, 16 de enero de 1991) es un baloncestista argentino de 2.06 metros de altura que juega como pívot en Ferro de Liga Nacional de Básquet de Argentina.

## Trayectoria

### Clubes
| Club                        | País      | Año             |
| --------------------------- | --------- | --------------- |
| Gimnasia y Esgrima La Plata | Argentina | 2008 - 2010     |
| Estudiantes de Concordia    | Argentina | 2010 - 2011     |
| Sport Club Cañadense        | Argentina | 2011 - 2012     |
| Argentino de Junín          | Argentina | 2012            |
| San Isidro                  | Argentina | 2012 - 2013     |
| San Lorenzo de Chivilcoy    | Argentina | 2013 - 2014     |
| Atenas La Plata             | Argentina | 2014            |
| Barrio Parque               | Argentina | 2014 - 2015     |
| CAN                         | Bolivia   | 2015            |
| Gimnasia y Esgrima La Plata | Argentina | 2015 - 2016     |
| Ramos Mejía LTC             | Argentina | 2016            |
| Boca Juniors                | Argentina | 2016 - 2018     |
| Hispano Americano           | Argentina | 2018            |
| Quilmes                     | Argentina | 2018 - 2019     |
| La Unión de Formosa         | Argentina | 2019 - 2021     |
| Ferro                       | Argentina | 2021 - 2022     |
| Cordón                      | Uruguay   | 2022            |
| Comunicaciones              | Argentina | 2022 - 2023     |
| Quimsa                      | Argentina | 2023 - 2025     |
| Ferro                       | Argentina | 2025 - presente |